# Zoo Tycoon (serie de videojuegos)
Zoo Tycoon es una serie de videojuegos de simulación económica. Los mundos se centran en construir y ejecutar escenarios de zoológico exitosos. La serie fue desarrollada inicialmente por Blue Fang Games y publicada por Microsoft Studios, que más tarde en 2001-2008 creó dos videojuegos independientes y siete paquetes de expansión para plataformas PC y Macintosh. En 2013, Microsoft Studios lanzó un nuevo juego Zoo Tycoon, desarrollado por Frontier Developments para Xbox One y Xbox 360. Se lanzó una versión mejorada del juego de Xbox, Zoo Tycoon: Ultimate Animal Collection, para Windows 10 y Xbox One el 31 de octubre de 2017. Frontier Developments, el desarrollador del último juego de Zoo Tycoon, lanzó el sucesor espiritual de la serie, Planet Zoo, en 2019.

## Jugabilidad
Zoo Tycoon es un videojuego de simulación de zoológico que pone al jugador en control de su propio negocio de zoológico ficticio. La fórmula de juego introducida en el Zoo Tycoon original en 2001 recibió actualizaciones a lo largo de la serie, pero su tema y motivos principales permanecen sin cambios: los jugadores deben construir, expandir y/o mejorar un zoológico comprando animales, creando hábitats adecuados para los animales y asignando personal. y recursos para el mantenimiento y cuidado de los animales. Dado que el objetivo final del juego son los ingresos, los jugadores también deben proporcionar a los visitantes la construcción de puestos de comida/bebida, instalaciones sanitarias, áreas de pícnic y un entorno estéticamente agradable. Se generan mayores ingresos manteniendo felices tanto a los animales como a los visitantes. Si los animales son liberados de su recinto, pueden matar a los visitantes.
Zoo Tycoon presenta cuatro modos: Entrenamiento, Escenario, Desafío y Estilo libre. El modo Escenario pone a los jugadores en control de un escenario preestablecido en el que deben lograr múltiples objetivos dentro de un período de tiempo. Los nuevos elementos se desbloquean a medida que avanza el escenario. El modo Desafío, introducido por primera vez en Zoo Tycoon 2, se parece al modo Escenario en que el jugador se encuentra en un escenario preestablecido con fondos limitados y debe lograr ciertos objetivos. Se diferencia en que esta modalidad no es progresiva. El modo Freestyle difiere en cada juego, pero generalmente deja al jugador libre para construir un zoológico desde cero como mejor le parezca.

## Juegos

### Zoo Tycoon(2001)
Zoo Tycoon, lanzado en 2001, fue seguido en 2002 por dos paquetes de expansión: Dinosaur Digs y Marine Mania. En un año, Zoo Tycoon había vendido más de 1 millón de unidades, alcanzando el estado de mayor venta en las listas de software. Además, una descarga gratuita de especies en peligro de extinción estaba disponible en Microsoft.com. En 2003, se lanzó Zoo Tycoon: Complete Collection , que incluía todo: el juego original, los paquetes de expansión y el contenido descargable.

### Zoo Tycoon 2(2004)
Zoo Tycoon 2 se lanzó en 2004 y fue seguido por el primer paquete de expansión, Endangered Species, en 2005. African Adventure y Marine Mania se lanzaron al año siguiente. También estaba disponible como descarga premium el Dino Danger Pack, que se podía comprar con tarjeta de crédito en el sitio web de Zoo Tycoon. Finalmente, Extinct Animals fue lanzado en 2007.
Zookeeper Collection fue una recopilación del juego original, las expansiones Endangered Species y African Adventure. Ultimate Collection fue una compilación del juego original y todas sus expansiones.

### Zoo Tycoon(2013)
Microsoft lanzó un juego Zoo Tycoon para Xbox One y Xbox 360 en 2013 como título de lanzamiento de Xbox One.

### Zoo Tycoon: Ultimate Animal Collection(2017)
Microsoft anunció un nuevo juego de la serie, Zoo Tycoon: Ultimate Animal Collection, para Windows 10 y Xbox One el 20 de agosto de 2017. Es una versión mejorada del juego anterior de la serie, con resolución 4K, HDR y compatibilidad con 60 FPS en Xbox One X. Además de gráficos y jugabilidad mejorados, se incluyeron nuevos animales como canguros, koalas y pumas. Fue lanzado el 31 de octubre de 2017. Hay múltiples campañas y desafíos con animales de todo el mundo.

### Ediciones portátiles y móviles
Además de la serie principal, hay varios juegos portátiles y móviles. Zoo Tycoon DS (2005) y Zoo Tycoon 2 DS (2008). Zoo Tycoon 2 y su expansión Marine Mania están disponibles para teléfonos móviles. Con la excepción de Zoo Tycoon 2 DS, ninguno de estos juegos fue desarrollado por Blue Fang Games. Zoo Tycoon: Friends fue un título gratuito desarrollado por Behavior Interactive, lanzado en 2014. En abril de 2015, Microsoft cerró permanentemente los servidores de Zoo Tycoon: Friends debido a problemas técnicos.